# Умственная отсталость
У́мственная отста́лость, ранее — малоу́мие, олигофрени́я (др.-греч. ὀλίγος «малый» + φρήν «ум») — врождённая или приобретённая в период развития задержка либо неполное развитие психики, проявляющаяся нарушением интеллекта, вызванная патологией головного мозга и ведущая к социальной дезадаптации. Проявляется в первую очередь в отношении разума (откуда и название), также в отношении эмоций, воли, речи и моторики.
Термин «олигофрения» предложил Эмиль Крепелин. Во многом он синонимичен современному понятию умственной отсталости. В то же время последнее понятие несколько шире, так как включает не только задержку психического развития, вызванную органической патологией, а, например, социально-педагогическую запущенность и диагностируется в первую очередь на основе определения степени недоразвития интеллекта и социальной дезадаптации без указания этиологического и патогенетического механизма, которые крайне разнообразны.
В американской классификации психических расстройств DSM-5 и Международной классификации болезней одиннадцатого пересмотра (МКБ-11) термин «умственная отсталость» (англ. mental retardation) заменён терминами «нарушение интеллектуальных способностей» (англ. Intellectual disability, варианты перевода: «интеллектуальная неспособность», «интеллектуальная инвалидность») и «нарушения интеллектуального развития» (англ. disorders of intellectual development) соответственно. Новые термины в этих классификациях синонимичны, хотя диагностические критерии несколько различаются, отражая различия в практических подходах к диагностике психических расстройств. Принципиальным же является отказ от термина «умственная отсталость» и отнесение нарушений интеллектуального развития к более общей категории «нарушения нервного развития» (англ. disorders of neurodevelopment), что лучше отражает современные представления о развитии нервной системы в норме и при патологии.
Умственную отсталость отличают от приобретённого интеллектуального дефекта как следствия деменции (лат. de- «снижение, понижение, движение вниз» + mens «ум, разум»). Приобретённый интеллектуальный дефект — снижение интеллекта от нормального (соответствующего возрасту) уровня после завершения его развития, а при умственной отсталости интеллект взрослого человека в своём развитии так и не достигает нормального уровня. Степень умственной недостаточности оценивается количественно интеллектуальным коэффициентом по стандартизованным психометрическим тестам и, одновременно, степенью выраженности социальной дезадаптации по специальным клиническим критериям.
Некоторыми учёными умственно отсталый определяется как «индивид, неспособный к независимой социальной адаптации».

## Классификация умственной отсталости
Исторически было предложено несколько классификаций умственной отсталости (ранее — олигофрении). В настоящее время наиболее распространена, используется на практике и имеет юридическое значение классификация умственной отсталости по степени тяжести. Именно эта классификация была включена в DSM-IV и МКБ-10, а теперь используется в DSM-5 и МКБ-11. Классификации, основанные на других принципах, могут использоваться в дополнение к основной, однако в настоящее время их значение очень мало из-за слабой доказательной базы. В качестве таких классификаций в России упоминаются качественная классификация М. С. Певзнер, клинико-физиологическая классификация С. С. Мнухина и Д. Н. Исаева и этиопатогенетическая классификация Г. Е. Сухаревой.

### Степени тяжести
Тяжесть нарушений, вызванных одной и той же причиной, может быть различна. В настоящее время в МКБ-10, DSM-5 и МКБ-11 выделяют 4 степени умственной отсталости.
Ранее выделялись 3 степени олигофрении: дебильность, имбецильность и идиотия. Однако в конце XX века термины «дебильность», «имбецильность» и «идиотия» были полностью выведены из употребления и исключены из МКБ и DSM, поскольку стала очевидной непригодность столь разных слов для обозначения одного и того же понятия. Кроме того, эти слова вышли за сугубо медицинские рамки в разговорный язык, где приобрели яркую отрицательную коннотацию; вместо них предложено использовать нейтральные термины, однозначно указывающие степень тяжести умственной отсталости.
| Рубрика (МКБ-10) | Степень умственной отсталости (МКБ-10) | Устаревшее обозначение (МКБ-9 и ранее) | Коэффициент интеллекта | Умственный возраст |
| ---------------- | -------------------------------------- | -------------------------------------- | ---------------------- | ------------------ |
| F70              | Лёгкая                                 | Дебильность                            | 50—69                  | 9—12 лет           |
| F71              | Умеренная                              | Нерезко выраженная имбецильность       | 35—49                  | 6—9 лет            |
| F72              | Тяжёлая                                | Выраженная имбецильность               | 20—34                  | 3—6 лет            |
| F73              | Глубокая                               | Идиотия                                | до 20                  | до 3 лет           |

Когда оценка степени умственной отсталости затруднена или невозможна (например, из-за глухонемоты, слепоты), используется категория F78 «другая умственная отсталость».
В более ранних версиях Международной классификации болезней (МКБ-8) имелась ещё пограничная умственная отсталость (IQ 68—85). Тем не менее, данный диагноз присутствует в современной американской классификации DSM-5 (коды V62.89, R41.83) под названием «пограничное интеллектуальное функционирование».

## Эпидемиология
Точная оценка распространённости умственной отсталости затруднена в связи с различиями в диагностических подходах, в степени терпимости общества к психическим аномалиям, в степени доступности медицинской помощи. В большинстве индустриально развитых стран её частота достигает около 1 % населения (0,39—2,7 %), при этом среди умственно отсталых число лиц, имеющих лёгкую степень умственной отсталости — от 68,9 % до 88,9 %. Умеренная, тяжёлая и глубокая наблюдается у 11,1—31,1 % (1960—1970-е годы СССР), 0,13 % (1990-е годы РФ), 0,39—0,28 % по исследованию Раттера и Густавсона. Соотношение мужчин и женщин колеблется от 1,5:1 до 2:1.
Одно из эпидемиологических исследований СССР обнаружило долю олигофренов от 2,38 до 4,89 на 1000 населения (0,2—0,5 %).
А. А. Чуркин (1997) приводил цифры распространённости умственной отсталости в России — 608,1 на 100 000 населения (0,6 %).

## Этиология
Возможные причины:
- Генетические;

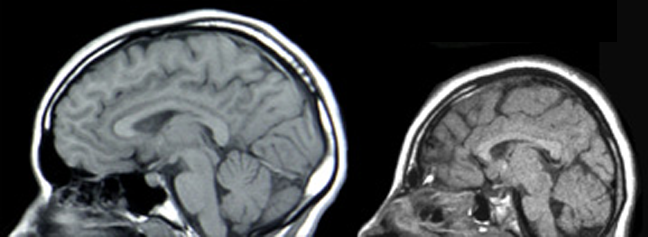
Сравнение МРТ здорового человека (слева) и микроцефала с мутацией

- Внутриутробное поражение плода нейротоксическими факторами физической (ионизирующее излучение), химической или инфекционной (цитомегаловирус, сифилис и др.) природы;
- Значительная недоношенность;
- Нарушения в процессе родов (асфиксия, родовая травма);
- Травмы головы, гипоксия головного мозга, инфекции с поражением центральной нервной системы;
- Педагогическая запущенность в первые годы жизни у детей из неблагополучных семей.
- Умственная отсталость неясной этиологии.

### Генетические причины умственной отсталости

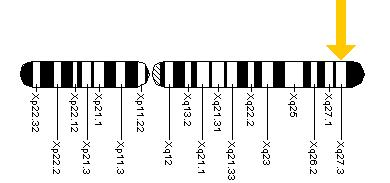
Расположени FMR1 гена, мутация которого приводит к синдрому хрупкой Х-хромосомы

Умственная отсталость является одной из основных причин обращения в генетическую консультацию. Генетическими причинами обусловлено до половины случаев тяжёлой умственной недостаточности. Основные типы генетических нарушений, ведущих к умственной недостаточности, включают:
- Хромосомные аномалии, нарушающие дозовый баланс генов, такие как анеуплоидия, делеции, дупликации. Примерами могут служить трисомия хромосомы 21 (синдром Дауна), частичная делеция короткого плеча хромосомы 4, микроделеция участка хромосомы 7q11.23 (синдром Вильямса) и др.
- Дерегуляция импринтинга вследствие делеций, однородительской дисомии хромосом или участков хромосом. Этим механизмом обусловлены такие заболевания, как синдром Ангельмана и синдром Прадера-Вилли.
- Дисфункция отдельных генов. Число генов, мутации в которых вызывают ту или иную степень умственной отсталости, превышает 1000. В их число входят, например, ген NLGN4, находящийся на хромосоме Х, мутации в котором обнаружены у некоторых пациентов, страдающих аутизмом; ген FMR1, сцепленный с хромосомой Х, дерегуляция экспрессии которого вызывает синдром хрупкой Х-хромосомы; ген MECP2, также находящийся на хромосоме Х, мутации в котором вызывают синдром Ретта у девочек[18].

## Клиническая картина
Недоразвитие познавательной и эмоционально-волевой сферы у умственно отсталых проявляется не только в отставании от нормы, но и в глубоком своеобразии. Они способны к развитию, хотя оно и осуществляется замедлено, атипично, иногда с резкими отклонениями. При этом происходят и количественные, и качественные изменения всей психической деятельности ребёнка.
Дети с органическими поражениями коры головного мозга растут обычно ослабленными, раздражительными. Многие из них страдают энурезом. Им свойственна патологическая инертность основных нервных процессов, отсутствие интереса к окружающему и поэтому эмоциональный контакт со взрослыми, потребность общения с ними у ребёнка в дошкольном возрасте часто не возникает. Дети не умеют общаться и со своими сверстниками. Спонтанность усвоения общественного опыта у них резко снижена. Дети не умеют правильно действовать ни по словесной инструкции, ни даже по подражанию и образцу. У умственно отсталых дошкольников ситуативное понимание речи может сохраняться вплоть до поступления в школу.
Для усвоения способов ориентировки в окружающем мире, для наделения и фиксирования ярко обозначенных свойств и простейших отношений между предметами, для понимания важности того ли иного действия умственно отсталому дошкольнику требуется гораздо больше вариативных повторений, чем для нормально развивающегося ребёнка.
У умственно отсталых детей-дошкольников, лишённых специального коррекционно-направленного обучения, отмечается существенное недоразвитие специфических для этого возраста видов деятельности — игры, рисования, конструирования, элементарного бытового труда.
Умственно отсталый ребёнок проявляет крайне слабый интерес к окружающему, долго не тянется к игрушкам, не приближает их к себе и не пытается ими манипулировать. В возрасте 3—4 лет, когда нормально развивающиеся дети активно и целенаправленно подражают действиям взрослых, умственно отсталые дошкольники только начинают знакомиться с игрушками. Первые предметно-игровые действия появляются у них (без специального обучения) лишь к середине дошкольного возраста.
У большинства умственно отсталых детей, не посещающих специальный детский сад, не имеющих дома контактов со специалистами-дефектологами или заботливыми и разумными родителями, графическая деятельность до конца дошкольного возраста находится на уровне бесцельного, кратковременного, хаотического черкания. У умственно отсталых детей в большой степени страдает произвольное внимание. Невозможным оказывается для них сколько-нибудь длительно концентрировать внимание, одновременно выполнять разные виды деятельности.
Сенсорное развитие в предшкольном и школьном возрасте у этих детей значительно отстаёт по срокам формирования. Они действуют либо хаотически, не учитывая свойства предметов, либо ранее усвоенным способом, не адекватным в новой ситуации. Восприятие олигофренов характеризуется недифференцированностью, узостью. У всех умственно отсталых детей наблюдаются отклонения в речевой деятельности, которые в той или иной мере поддаются коррекции.
Развитие речевого слуха происходит у умственно отсталых детей с большим опозданием и отклонениями. Вследствие этого у них наблюдается отсутствие или позднее появление лепета. Для олигофренов характерна задержка становления речи, которая обнаруживается в более позднем (чем в норме) понимании обращённой к ним речи и в дефектах самостоятельного пользования ею. У некоторых умственно отсталых детей наблюдается отсутствие речи даже к 4—5 годам.
Большие трудности возникают у умственно отсталого ребёнка при решении задач, требующих наглядно-образного мышления, то есть действовать в уме, оперируя образами представлений. Умственно отсталые дошкольники часто воспринимают изображения на картинке как реальную ситуацию, в которой пытаются действовать. Их память характеризуется малым объёмом, малой точностью и прочностью запоминаемого словесного и наглядного материала. Умственно отсталые дети обычно пользуются непроизвольным запоминанием, то есть запоминают яркое, необычное, то, что их привлекает. Произвольное запоминание формируется у них значительно позднее — в конце дошкольного, в начале школьного периода жизни.
Отмечается слабость развития волевых процессов. Эти дети часто бывают безынициативны, несамостоятельны, импульсивны, им трудно противостоять воле другого человека. Им свойственна эмоциональная незрелость, недостаточная дифференцированность и нестабильность чувств, ограниченность диапазона переживаний, крайний характер проявлений радости, огорчения, веселья.

## Диагностика

### Диагностические критерии МКБ-10
Общие диагностические указания F7x.x в МКБ-10:
- A. Умственная отсталость — состояние задержанного или неполного развития психики, которое в первую очередь характеризуется нарушением способностей, проявляющихся в период созревания и обеспечивающих общий уровень интеллекта, то есть когнитивных, речевых, моторных и специальных способностей.
- B. Отсталость может развиваться с любым другим психическим или соматическим расстройством или возникать без него.
- C. Адаптивное поведение всегда нарушено, но в защищённых социальных условиях, где обеспечивается поддержка, эти нарушения у больных с лёгкой степенью умственной отсталости могут совсем не иметь явного характера.
- D. Измерение коэффициентов умственного развития должно проводиться с учётом кросс-культуральных особенностей.
- E. Четвёртый знак используется для определения выраженности поведенческих нарушений, если они не обусловлены сопутствующим (психическим) расстройством.

#### Указания на нарушения поведения
- F7x.0 — отсутствие или слабая выраженность нарушений поведения
- F7x.1 — со значительными нарушениями поведения, требующими ухода и лечения
- F7x.8 — с другими нарушениями поведения
- F7x.9 — без указания на нарушения поведения.

#### Указания на причину
Пятым знаком обозначается причина (если она известна), приводящая к умственной отсталости:
- F7x.x1 — …обусловленная предшествующей инфекцией или интоксикацией (например: пренатальные инфекции, такие как токсоплазмоз, краснуха, сифилис; постнатальные инфекции, такие как энцефалит, абсцесс мозга; интоксикации, такие как желтуха, токсикоз беременных, отравление свинцом)
- F7x.x2 — …обусловленная предшествующей травмой или физическим агентом (например: постнатальная травма или гипоксия; механическая травма или гипоксия (асфиксия) при родах)
- F7x.x3 — …обусловленная фенилкетонурией
- F7x.x4 — …связанная с хромосомными нарушениями (например: синдром Дауна, синдром Клайнфельтера).
- F7x.x5 — …обусловленная гипертиреозом
- F7x.x6 — …обусловленная гипотиреозом
- F7x.x7 — …связанная с недоношенностью
- F7x.x8 — …обусловленная другими уточнёнными причинами (например: врождённая аномалия головного мозга, краниосиностоз, микроцефалия, гипертелоризм и т. д.)
- F7x.x9 — …обусловленная неуточнёнными причинами

### Дифференциальный диагноз
Трудности в диагностике умственной отсталости могут возникнуть при необходимости отграничения от рано начавшейся шизофрении. В отличие от олигофренов, у больных шизофренией задержка развития носит частичный, диссоциированный характер; наряду с этим в клинической картине обнаруживается ряд свойственных эндогенному процессу проявлений — аутизм, патологическое фантазирование, кататонические симптомы.
Умственную отсталость отличают также от деменции — приобретённого слабоумия, при котором, как правило, выявляются элементы имевшихся знаний, большее разнообразие эмоциональных проявлений, относительно богатая лексика, сохранившаяся склонность к абстрактным построениям.

## Тестирование
Для оценки уровня интеллекта детей с задержкой умственного развития обычно используются адаптированные тесты: шкала интеллекта Стэнфорд — Бине и тест Векслера (WISC — для детей от 6 до 16 лет, WPPSI — для детей от 2½ до 7 лет 7 месяцев). Данные тесты критикуются за ненадёжность результатов при IQ ниже 50, а также недостаточную чувствительность к индивидуальным творческим ответам и обнаружению парциальных сильных сторон интеллекта, тем не менее при сочетании с тестами для определения социальной компетенции они могут дать довольно достоверную глобальную картину умственного развития.
Органические поражения мозга выявляются гештальт-тестом Бендер (англ. Bender-Gestalt Test) и тестом на зрительную ретенцию Бентона (англ. Benton Visual Retention Test; BVRT). Гештальт-тест Бендер заключается в копировании 9 геометрических фигур с карт или диапозитивов, при этом гештальтпсихология используется для интерпретации результатов. Тест на зрительную ретенцию Бентона заключается в репродукции предъявляемых пациенту геометрических фигур. При органическом поражении мозга наблюдаются типичные ошибки.
Для оценки уровня социального приспособления используется Шкала Адаптивного Поведения Вайнленда (англ. Vineland Adaptive Behavior Scale) или Шкала Социальной Зрелости Вайнленда (англ. Vineland Social Maturity Scale). Шкала Социальной Зрелости Вайнленда рекомендуется в МКБ-10 для северо-американской и европейской социокультурной среды. Шкала Адаптивного Поведения использует данные интервью с родителями или опекунами, и показывает картину адаптации в следующих сферах: социализация, общение, моторика, дезадаптивное поведение и навыки повседневной жизни.

## Лечение
Специфическая терапия проводится при некоторых видах умственной отсталости с установленной причиной (врождённый сифилис, токсоплазмоз и др.); при умственной отсталости, связанной с нарушениями метаболизма (фенилкетонурия и др.), назначают диетотерапию; при умственной отсталости токсоплазмозного происхождения применяют сульфаниламиды с хлоридином (дарапримом); при эндокринопатиях (микседема, кретинизм) — гормональное лечение. Лекарственные средства назначают также для коррекции эмоциональной лабильности и подавления извращённых влечений (неулептил, феназепам, сонапакс). Большое значение для компенсации олигофренического дефекта имеют лечебно-воспитательные мероприятия, трудовое обучение и профессиональное приспособление. В реабилитации и социальной адаптации умственно отсталых пациентов наряду с органами здравоохранения играют роль вспомогательные школы, школы-интернаты, специализированные ПТУ, мастерские для умственно отсталых и др.

## Социальная адаптация
В обществе существует система отделения «особых детей» от «нормальных». Дети с относительно лёгкими нарушениями довольно быстро могут превратиться в инвалидов, неспособных к самостоятельной жизни. Дети с диагнозом «олигофрения» при таком подходе вынуждены жить в замкнутом мире, они не видят своих здоровых сверстников, не общаются с ними, им чужды интересы, увлечения обычных детей. В свою очередь, здоровые дети тоже не видят тех, кто не соответствует «стандарту», и, встретив на улице человека с ограниченными возможностями, не знают, как к нему относиться, как реагировать на его появление в «здоровом» мире.
Традиция разделять детей по степени умственной отсталости и «отбраковывать» тех, кто не вписывается в определённые рамки (ставить клеймо «необучаемый», помещать в интернат, специальную школу), устарела и не приводит к положительному результату. Если ребёнок с подобной патологией живёт дома, то сама ситуация стимулирует его осваивать разные навыки, он стремится общаться со сверстниками, играть, учиться. Однако на практике происходит так, что ребёнка с диагнозом «олигофрения» отказываются принимать в детский сад или школу и предлагают обучение в специализированном учреждении или лечение.
С 1970—1980-х годов наметилась тенденция воспитывать детей с разными нарушениями развития дома, в семье. До этого мать обычно ещё в роддоме уговаривали оставить «неполноценного» ребёнка, сдать его в специальное учреждение, то с этого времени всё больше детей-олигофренов оказывается под опекой родителей, готовых бороться за их развитие и адаптацию в обществе. С помощью близких людей такой ребёнок имеет возможность претендовать на образование, лечение, общение со сверстниками.
Практика показывает, что даже самые «тяжёлые» дети при условии правильного обращения с ними стремятся к общению и активности. Дети, не умеющие говорить, плохо понимающие речь окружающих, с интересом смотрят на детей и взрослых вокруг, начинают интересоваться игрушками, в которые играют их сверстники. Через простые, доступные им игры начинается взаимодействие с педагогом, а потом — обучение ребёнка тем навыкам, которые впоследствии окажутся для него необходимыми (есть ложкой, пить из чашки, одеваться).
В различных странах разработаны различные пути решения проблемы социализации умственно отсталых детей. Так, в странах Западной Европы получил распространение интегрированные детские сады, которые наряду со здоровыми детьми посещают и дети-инвалиды, в том числе с умственной отсталостью. Однако интегрированное обучение таких детей в школах не имеет широкого распространения. Если в обычных школах и обучаются дети с умственной отсталостью, то лишь с незначительной её степенью и в специальных классах.
В Бельгии социализацией людей с умственной отсталостью занимаются крупные реабилитационные центры, в которых такие дети, подростки, а затем и взрослые проходят все этапы адаптации. В структуру таких центров входят детский сад, школы, трудовые мастерские, интернат и полуинтернат (для пятидневного пребывания) для взрослых. Взрослые с умственной отсталостью работают в мастерских, изготовляемые ими изделия реализуются на благотворительных базарах. Людей с умственной отсталостью стараются трудоустроить в сфере услуг.
Большое распространение в Германии, Бельгии, Швеции получили общежития для совместного проживания умственно отсталых детей и взрослых. В них обычно живут от 6 до 15
человек, иногда разного возраста. Им помогают воспитатели и социальные работники. Взрослые могут проживать в таких домах постоянно, либо уезжать на выходные домой.
Ещё одной формой организации жизни умственно отсталых людей являются специальные общины (деревни), которые располагаются, как правило, в сельской местности. В них не существует различий между обслуживающим персоналом и «пациентами». Все они вместе живут и работают в сельском хозяйстве, мастерских, пекарнях. В Бельгии в таких общинах живут как дети, так и взрослые. Дети
посещают специальные школы, а взрослые работают в сельском хозяйстве и в мастерских. В Германии, имеются религиозные общины такого рода. Проживание умственно отсталых лиц вместе со здоровыми людьми практикуется в Кемпхилльских общинах, называемых так по первой из них, основанной Карлом Кенигом в 1939 году в имении Кемпхилл в Шотландии. Ещё раньше, в 1930 году, была основана подобная деревня Солхеймар в Исландии, существующая до настоящего времени. В России существуют Кемпхилльская деревня «Светлана» в Волховском районе Ленинградской области, община для детей с умственной отсталостью в деревне Федково в Псковской области, созданная благотворительной организацией «Росток», община для детей и взрослых с умственной отсталостью на месте бывшей воинской части неподалёку от деревни Турская в Иркутской области.

## Особенности межличностных взаимоотношений
Ребёнок с проблемами в интеллектуальном развитии находится в специфической зависимости от коммуникативной помощи и поддержки. Он испытывает трудности в понимании того, что его окружает, и часто люди затрудняются в понимании его. Поскольку он более слабый партнёр по коммуникации, опасность заключается в том, что он либо отдаляется от любого контакта, впадает в коммуникативный негативизм, крайнее проявление, которое можно видеть в аутоагрессии, либо из-за своих проблем с поведением сковывается страхом, беспокойством, агрессией. Незнание этих процессов позволяет с излишней лёгкостью рассуждать о том, что дети с интеллектуальным недоразвитием не способны к общению.
Изучение социального развития, социального поведения и связанных с этим специфических проблем детей с недоразвитием интеллекта только начинается. Непосредственно педагогический интерес представляют исследования развития и условий межличностных (двусторонних) отношений.
Для развития детей, имеющих отставание в умственном развитии, качество межличностных отношений приобретает основополагающее значение. Небезразлично: разговаривают с ним или нет; что о нём говорят; обращаются ли к нему и как; стараются ли его понять и как это делают; полагают ли, что с ним нужно обходиться исключительно как с неподдающимся и неспособным к обучению объектом и им следует манипулировать, или же, несмотря на все коммуникативные трудности, воспринимают всерьёз и уважают как партнёра по коммуникации; в каком эмоциональном климате происходит это взаимное сближение, доверительное общение и взаимная оценка.
Для олигофренопедагогики центральным объектом обсуждения и исследований должны быть социальные взаимодействия, проблемы развития детей с интеллектуальной недостаточностью в аспекте «социального обучения». В нерешённом состоянии эти проблемы приводят к утрате взаимодействия и общения и тем самым к социальной изоляции.
Вероятность такой изоляции долгое время только усиливалась, вследствие ошибочного, исходящего от подчёркнуто дистанционного общественного мнения, что «слабоумный нуждается только в уходе». Принимая во внимание этот роковой исторический опыт, в качестве постулата следует признать, что ни один человек не нуждается только в уходе. Каждый осознанно или нет «тайно и робко ищет одобрения его бытия, которое может быть высказано только от лица к лицу».
Первый и элементарный интерактивный опыт ребёнок приобретает в общении с матерью и отцом как наиболее близкими людьми. Их действия и обращение с ребёнком драматическим образом обусловлены чувствами и установками, которые у них возникают при выявлении у ребёнка умственной отсталости. В эмоциональной сфере у них блокируется или затрудняется спонтанное внимание и тем самым уменьшается общение, поскольку раннее общение, в сущности, строится на чувствуемом и переживаемом. Дальнейшие коммуникативные проблемы возникают из-за того, что ребёнок не реагирует с ожидаемой живостью, которая обычно усиливает внимание к нему матери. И, в свою очередь, из-за меньшего внимания у ребёнка не возникает достаточная мотивация к общению, следовательно, затрудняется овладение речью.
Отсутствие ожидаемой детской активности, отставание в развитии, возможная общая слабость ребёнка могут также привести к тому, что о нём начнут проявлять чрезмерную заботу, мешая его самостоятельному становлению. В любом случае ребёнок с нарушением интеллекта нуждается, как минимум, в такой же мере социального внимания, теплоты и стимуляции к обучению, как и нормальный ребёнок, чтобы смогли развиваться его заблокированные коммуникативные способности.
Кроме семейной группы важное социальное значение имеет вхождение в группу сверстников: небольшую игровую группу, детсадовскую группу, школьный класс. При этом речь идёт не только о расширении радиуса социальной активности и области ориентации, но также о возможности в общении с другими и через их реакцию познавать самого себя и тем самым формировать собственную личность. Ребёнок с проблемами в интеллектуальном развитии, которому грозит опасность непринятия, остро нуждается в защите группы, где его социальные потребности не наталкиваются каждодневно на непонимание и неприязнь, а встретят поддержку. Индивидуальные специфические трудности коммуникативного понимания делают для него необходимой социальную и воспитательную помощь.
В соответствии с индивидуальным генезисом, в поведении наблюдаются большие или меньшие различия. Есть дети с недоразвитием интеллекта с неутомимой и неразборчивой тягой к обществу; есть такие, которые кажутся «погружёнными в изолированное бытие».
По результатам исследования Уильямса и других учёных установлено, что социальный коэффициент у детей с интеллектуальной недостаточностью несколько выше, чем коэффициент интеллекта. Эти результаты в частности, свидетельствуют о том, что овладение социальными навыками в значительной мере зависит от окружающего мира, особенно от воспитания.
Различия в овладении социальными навыками простираются от полной беспомощности до далеко идущей независимости и свободы в общении, от агрессии до проявления любви и доверия.
О. Шпек указывает, что некоторые дети пользуются особой любовью; других детей вообще отвергают, очевидно, из-за их малой общительности; способность к контактам очень сильно зависит от физического состояния; попытки установить контакт могут восприниматься как очень навязчивые и надоедливые — детям недостаёт умения представить себя на месте другого и понять его реакцию; возможна затяжная взаимная неприязнь и агрессивность, которые очень трудно преодолеть; робкие и неуверенные дети стремятся к более тесному контакту с воспитателем.
С возрастом социальные отношения в группе стабилизируются и у подростков они уже отличаются значительным постоянством. Симпатии и неприязнь, в сущности, определяются эмоционально-личностными мотивами и в гораздо меньшей степени уровнем способностей ребёнка.
Таким образом, взаимодействие с окружающим миром не является процессом, эффект которого предопределён заранее, и что индивидуальная реакция не всегда становится прямым результатом социальных воздействий. А дети с проблемами в интеллектуальном развитии успешнее овладевают навыками социального поведения под руководством и при обучении.

## Умственная отсталость и шизофрения

### Пфропфшизофрения
Шизофрения, возникающая на фоне умственной отсталости, называется пфропфшизофренией или олигошизофренией.
А. Глаусс выделял 2 вида пфропфшизофрении/пфропфгебефрении:
1. комбинация олигофрении с шизофренией, для которой характерно катастрофическое течение и скудная продуктивная симптоматика (например, бред, галлюцинации)
2. начало шизофрении в детском возрасте, при котором помимо олигофренических, наблюдаются гебефренические черты. Затем, в возрасте 14—17[33] и 20—30 лет, у значительной части больных возникает настоящий гебефренический шуб.

Раннее начало шизофрении само по себе приводит к задержке умственного развития и формированию интеллектуального дефекта.

### Отграничение умственной отсталости от шизофрении
Умственная отсталость — дефект психики, появившийся из-за помех, помешавших нормальному созреванию интеллекта, а шизофрения — текущий или отзвучавший болезненный процесс. При умственной отсталости процессуальные явления отсутствуют.
При детской шизофрении психотическая симптоматика стёрта, рудиментарна, лишена яркости, при медленном развитии болезни может быть вовсе не выражена, поэтому разграничение её с умственной отсталостью порою представляет трудности.
Большие трудности представляет дифференцирование атонической формы умственной отсталости от шизофрении. При данной форме олигофрении в клинической картине преобладает аффективная незрелость и неустойчивость, недифференцированность эмоций, недостаточность интереса к окружению, слабость инстинктов, нарушения целенаправленной деятельности, стереотипии, что часто напоминает аутизм или шизофрению. Тем не менее у таких детей с рождения заметно замедление темпа психомоторного развития и слабая память. Скудная общительность таких детей объясняется отсутствием умения вступить в контакт, а не отгораживанием от окружающего мира. Их аффективные проявления бедны, но не наблюдается их извращения или отсутствия, как при шизофрении. Они интересуются играми, привязаны к родителям, не чуждаются детей, что также отличает их от шизофреников. У больных атонической формой отсутствует продуктивная симптоматика и нет прогрессирующей деградации, как это имеет место при шизофрении.